# Gavrilo (patrijarh srpski)
Gavrilo Dožić (Donja Morača, 1881. — Beograd, 1950.) 41. vrhovni poglavar Srpske pravoslavne crkve.
Svjetovno ime bilo mu je Đorđe Dožić. 

### Životopis
Godine 1905. upisao je Bogoslovski fakultet u Ateni kao stipendist Kraljevine Srbije. 
1911. rukupoložen (orig. hirotonisan) za mitropolita raško-prizrenskog SPC. 
No, 1912. postaje mitropolit eparhije Crnogorske pravoslavne Crkve u Peći - Pećke mitropolije.
1918. bio jedan od glavnih sudionika Podgoričke skupštine.
1920. postaje mitropolit crnogorsko-primorski SPC.
1937. je Dožić nakon misteriozne smrti patrijarha Varnave Rosića postao patrijarh.
Tijekom Drugog svjetskog rata je interniran u koncentracijski logor Dachau, vraća se u zemlju 1946.

### Zanimljivosti
Hermann Neubacher u svojim memoarima navodi da su ga djeca u Bavarskoj zbog duge brade pozdravljala kao svetog Nikolu. Prilikom bombardiranja Beča 1945. pomagao je Neubacheru u skloništu u smirivanju uplašenog naroda.